# TUE Série 101 (EFSJ)
O TUE Série 101 (EFSJ) foi um trem-unidade elétrico originalmente pertencente à frota da Estrada de Ferro Santos-Jundiaí e operado por diversas empresas até ser retirado de serviço para modernização em 1997 .

## História

### Antecedentes
Com o fim da Segunda Guerra Mundial, o tráfego de passageiros de subúrbio na São Paulo Railway (SPR) passou a crescer vertiginosamente. Até aquele momento, havia apenas alguns trens-unidade diesel com classes separadas, bancos transversais e poucas portas por carro, totalmente inadequados para o transporte suburbano. Assim, a SPR iniciou um tardio programa de modernização da ferrovia, incluindo sua eletrificação. O intuito era convencer as autoridades federais a renovar a concessão da ferrovia inglesa. Isso, porém, não demoveu as autoridades federais a decretarem o fim da concessão da SPR. Essa decisão paralisou o programa de eletrificação e modernização da ferrovia antes da aquisição de trens-unidade elétricos. Ao assumir a ferrovia, rebatizada Estrada de Ferro Santos-Jundiaí, o governo federal deparou com falta de recursos e teve de buscar financiamento para esta e várias outras obras.
No início dos anos 1950, o governo Dutra negociou um grande financiamento com o governo dos Estados Unidos. Para realizar um levantamento das obras paradas no país, surgiu em 19 de julho de 1951, já no governo Vargas, a Comissão Mista Brasil-Estados Unidos para o Desenvolvimento Econômico. Essa comissão analisou vários projetos, incluindo o de modernização da Estrada de Ferro Santos-Jundiaí, e sugeriu um investimento de 8,6 milhões de dólares para concluir sua eletrificação, para aquisição de trens-unidade e para reforma/reconstrução de estações para atender a demanda cada vez maior de passageiros. Enquanto em 1948 foram transportados 19,5 milhões de passageiros nos subúrbios da ferrovia, em 1954 foram transportados 37,7 milhões.

### Projeto e fabricação
Os trens da série 101 foram construídos entre os anos de 1956 e 1959, sendo os primeiros TUEs de aço inox do Brasil. Foram fabricados pela Budd e montados em regime CKD pela Mafersa, para a Estrada de Ferro Santos-Jundiaí, que iniciava o seu plano de modernização dos trens de subúrbio da linha entre Jundiaí e Paranapiacaba. A aquisição dessa frota de trens foi marcada por acusações de corrupção contra a Mafersa e a RFFSA (cujo então presidente era ao mesmo tempo diretor e acionista da Mafersa), culminando no chamado Caso Mafersa, que mais tarde seria investigado pela Câmara dos Deputados, por meio de uma comissão parlamentar de inquérito.
| Ano   | Quantidade |
| ----- | ---------- |
| 1957  | 34         |
| 1958  | 26         |
| 1959  | 30         |
| Total | 90         |

## Operação

### EFSJ (1957–1975)
O início da operação na ferrovia Santos–Jundiaí ocorreu em meados de 1957, com a entrega das primeiras unidades ao tráfego. Com a conclusão das entregas em 1959, ao demanda de passageiros cresceu de cerca de 37 milhões para a casa dos 50 milhões. Dotados de bancos estofados, ventiladores eficientes, sistema de ventilação nas portas e até toaletes, os trens de subúrbio Série 101 acabaram sendo usados também como trens de médio percurso, entre Santos e o interior, durante épocas de alta demanda. Seus bancos possuíam um sistema de fixação simples que permitia a implantação de novos assentos na região das portas, ampliando a capacidade de passageiros nessas viagens de médio percurso. O uso da Série 101 como trens de médio percurso foi encerrado em 1969, quando a Mafersa entregou as primeiras unidades dos trens série 141. A primeira baixa patrimonial da frota ocorreu em 1969, por causa do acidente ferroviário de Perus (vide seção acidentes). Em 1975, durante uma reestruturação administrativa, a Estrada de Ferro Santos–Jundiaí foi absorvida pela Rede Ferroviária Federal, passando a integrar a 4.ª Superintendência Regional da empresa federal.

### RFFSA/CBTU (1975–1994)
| Passageiros transportados na EFSJ pela Série 101 |
|                                                  |
| Fontes: RFFSA e GEIPOT                           |

A Rede Ferroviária Federal promoveu um programa de reaparelhamento dos trens de subúrbio de São Paulo, adquirindo setenta trens-unidade das séries 401/431, com projeto similar ao da Série 101. Essa aquisição permitiu diminuir o uso excessivo da Série 101 na Linha Noroeste–Sudeste (Jundiaí–Parapiacaba), cujo número de passageiros crescia ano após ano. Em 1984, as linhas de trens urbanos foram repassadas pela RFFSA para a CBTU.
| Ano                               | Disponibilidade (%) |
| --------------------------------- | ------------------- |
| 1983                              | 72                  |
| 1984                              | 94                  |
| 1985                              | 75                  |
| 1986                              | 81                  |
| 1987                              | 87                  |
| 1988                              | 83                  |
| 1989                              | 70                  |
| Disponibilidade média (1983-1989) | 80,28%              |

## TUE Série 1100 (CPTM)
O TUE Série 1100 (CPTM) foi um trem-unidade elétrico utilizado pela CPTM entre 1997 e 2018, resultado da modernização dos trens da Série 101 da RFFSA.

### Projeto e fabricação
A reforma dos trens foi contratada em 1994, como parte de um financiamento do Banco Mundial de 71,6 milhões de dólares, obtidos pela CBTU como contrapartida do programa de estadualização dos trens urbanos de São Paulo. A CBTU contratou (sem concorrência) a modernização de 23 trens de três carros (69 carros no total) da Série 101 da RFFSA junto às empresas Cobrasma, Companhia Comércio e Construções (CCC) e Mafersa. Por causa de problemas financeiros da Cobrasma e da Mafersa, o contrato foi paralisado em 1995 e retomado apenas em julho de 1996. O atraso na modernização dos trens agravou a situação de precariedade da frota da CPTM. Em 1996, apenas 65% da frota de trens-unidade estava em condições mínimas de circulação. O alto número de panes e atrasos na circulação gerou o conjunto de eventos conhecidos como tumultos na CPTM em 1996, quando milhares de passageiros depredaram trens e estações da ferrovia em protesto pela precariedade do sistema. Uma das primeiras medidas para responder às cobranças da sociedade foi o anúncio da aquisição de trens espanhóis usados. Essa medida gerou protestos da indústria ferroviária nacional, que acabou preterida de novas encomendas.
As principais mudanças realizadas foram a máscara frontal (substituída por uma de fibra), a ampliação da cabine de comando, a revisão do sistema de freios, os equipamentos elétricos e a alteração da formação dos trens-unidade de três carros para seis carros. Com isso, a frota passou a contar com onze trens de seis carros cada.

#### Cronograma de entregas
| Ano   | Quantidade |
| ----- | ---------- |
| 1996  | 3          |
| 1997  | 66         |
| Total | 69         |

#### PQMR II
Entre 2004 e 2007, a CPTM obteve financiamento e incluiu duas unidades acidentadas na segunda etapa do Plano Quinquenal de Material Rodante:
| Programa | Série | Trens-unidade | Licitação/contrato | Vencedora                |
| -------- | ----- | ------------- | ------------------ | ------------------------ |
| PQMR II  | 1100  | 2             | nº 848 840 201 101 | Alstom (R$ 5 289 356,01) |
| -        | -     | -             | Total              | R$ 5 289 56,01           |

### Operação
Após a reforma, a série foi rebatizada como 1100 e retomou as operações em meados de 1997. Em 2006, era a segunda melhor frota da CPTM no índice de quilometragem média entre falhas (MKBF).
A última unidade da série (1114–1115) realizou sua derradeira viagem em 26 de maio de 2018, partindo às 10 horas da Estação da Luz e rumando para Jundiaí pela Linha 7. Ao chegar ao destino, a composição foi recolhida direto para o pátio da Lapa, encerrando oficialmente as operações desse modelo na rede da CPTM.

#### Frota de carros na CPTM
| Ano  | Quantidade | Observação                                      |
| ---- | ---------- | ----------------------------------------------- |
| 1999 | 69         | Frota recém modernizada                         |
| 2009 | 68         | Unidades baixadas após acidente de Perus (2000) |
| 2018 | 66         | Unidades operacionais antes de serem baixadas   |

## Acidentes
Durante seu período de operações, a frota 101/1100 sofreu alguns acidentes:
- 19 de agosto de 1965 — Um trem da Série 101 descarrilou a leste da Estação da Luz, com o primeiro carro caindo no cruzamento das ruas Mauá e Plínio Ramos. Sem feridos;[28]
- 20 de março de 1969 (acidente ferroviário de Perus (1969)) — Um trem da Série 101 chocou-se com uma locomotiva de manobras nas proximidades da Estação Perus. Saldo de vinte mortos e centenas de feridos.[29]
- 28 de julho de 2000 (Acidente na estação Perus) — Choque entre trens das séries 1100 e 1700 nas proximidades da Estação Perus, após uma pane elétrica na Linha A–Marrom.[30]
- 13 de junho de 2002 — Choque entre trem da Série 1100 com locomotiva de manutenção na Estação Caieiras. Sem feridos.[31]
- 23 de dezembro de 2010 — Leve choque entre trens das frotas 1100 e 7000 nos arredores da Estação da Luz. Apesar de não deixar feridos, causou um atraso de quinze minutos na circulação da Linha 7.[32]

## Veículos similares
Durante a década de 1950, a empresa australiana Commonwealth Engineering desenvolveu, sob licença da Budd Company, a Série U de trens suburbanos das ferrovias eletrificadas operadas pelo Department of Railways de Nova Gales do Sul. As primeiras unidades foram entregues em junho de 1957 e as últimas em 1960, totalizando oitenta carros (quarenta motores e quarenta reboques). A Série U operou até novembro de 1996. Dezoito carros foram preservados em museus ferroviários, sendo que alguns se encontram operacionais.